# Okazu

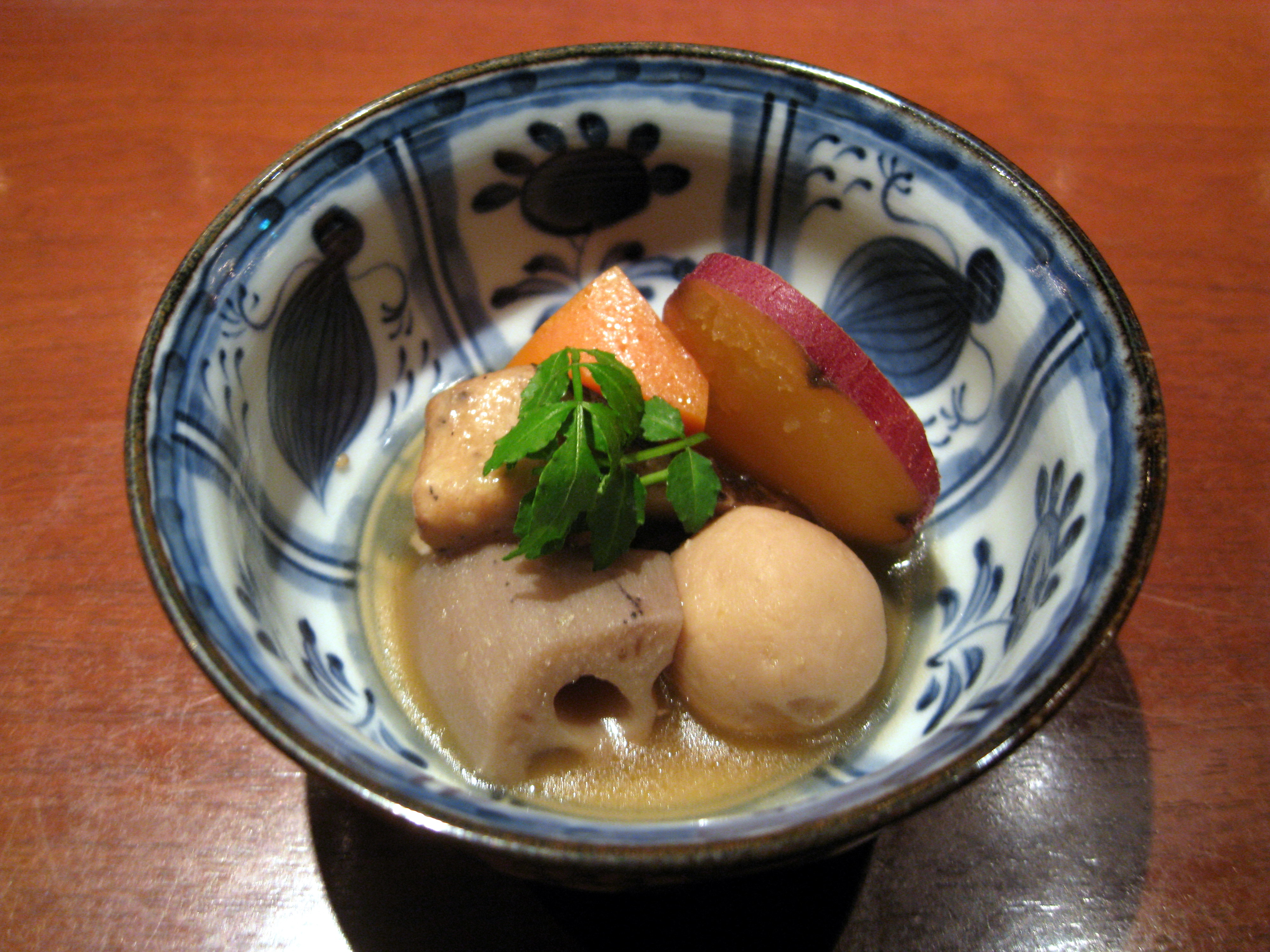
Okazu

O-kazu (おかず or お数; お菜; 御菜) là một từ tiếng Nhật nghĩa là một món phụ để ăn kèm cơm; những món phụ thuộc về chế độ ăn uống. Chúng được ướp và nấu để hợp khi ăn với cơm, và thường làm từ cá, thịt, rau củ, hay đậu phụ. Gần như bất kì món ăn kèm cơm nào đều gọi là okazu, nhưng nó khác furikake, nghĩa là để thêm vị vào cơm hơn là ăn kèm cơm. Trong ẩm thực Nhật Bản hiện đại, o-kazu có thể ăn kèm mì thay vì cơm.